# Viaduc de Poncin
Le viaduc de Poncin, est un viaduc autoroutier emprunté par l'A40 (au km 139), pour franchir l'Ain. Il est situé à Poncin dans l'Ain, en France. C'est un pont en poutre-caisson en béton précontraint.

## Caractéristiques
Achevé en 1986, le viaduc mesure 567,60 m
- avec six travées : 105,00 mm - 155,00 m - 117,00 m - 79,00 m - 70,00 m - 40,00 m[1].
- largeur du tablier : 19,60 m,
- hauteur variable du tablier de 10,00 m au droit des piles P1 et P2, et 4,00 m au milieu de la travée de 155,00 m et constante entre la fin du fléau sur pile P2 jusqu'à la culée C6.

Le tablier est un caisson mono-cellulaire en béton précontraint. Il a été réalisé par deux procédés de construction :
- à partir des piles P1 et P2, chaque fléau de 155 m de long  a été construit en place par encorbellements symétriques. Une partie du tablier se trouvant au droit d'une pile (voussoir sur pile) est bétonné dans un coffrage fixé à la pile et démonté après séchage du béton. Le reste de chaque fléau est réalisé symétriquement, en encorbellement à partir de la partie du fléau déjà réalisée, à l'aide de deux coffrages (ou équipages) mobiles permettant de bétonner des voussoirs de 3,30 m de long. Après séchage et mise en précontrainte des deux voussoirs réalisés, les deux équipages mobiles sont avancés de 3,30 m sur les voussoirs qui viennent d'être réalisés pour bétonner les deux voussoirs suivants.
- côté Lyon, la partie du tablier de hauteur constante de 229,30 m de long et 4,00 m de hauteur a été mise en place par poussage en s'appuyant sur les piles et des piles provisoires métalliques haubanées en tête et implantées à mi-travée et en plaçant un avant-bec métallique de 20 m de long à l'avant du tablier poussé. Une phase de poussage est exécutée après le bétonnage d'une partie de tablier de 39 m de long maximum.
- côté Genève, la partie de tablier de hauteur constante de 28,30 m de long a été mise en place par poussage à l'aide de piles provisoires métalliques.

## Intervenants
- Maître d'ouvrage : Société des autoroutes Paris-Rhin-Rhône (S.A.P.R.R.)
- Maître d'œuvre : Scetauroute - Agence Rhône-Alpes
- Architecte : Maurice Novarina
- Entreprises : Dragages et Travaux Publics, CITRA France